# Theodoros Kolokotronisstadion
Het Theodoros Kolokotronisstadion (Grieks: Γήπεδο Θεόδωρος Κολοκοτρώνης, Gípedo Theódoros Kolokotrónis) is een voetbalstadion in Tripolis, dat plaats biedt aan 7.616 toeschouwers. De bespeler van het stadion is Asteras Tripoli.
Het stadion werd in 1979 en in 2005 gemoderniseerd door de nieuwe eigenaren van de club. Destijds heette het nog het Asteras Tripolisstadion. Op 22 november 2012 werd de naam veranderd naar het Theodoros Kolokotronisstadion, vernoemd naar een Griekse held uit de Griekse Onafhankelijkheidsoorlog.